# Caimanes de Madrid Béisbol Club
El Club de Béisbol y Sófbol Caimanes de Madrid es un club deportivo dedicado al béisbol y al sófbol ubicado en La Elipa (España). Compite en la Liga española de béisbol.

## Historia
El Club de Béisbol y Sófbol de Caimanes de Madrid fue fundado en el año 2008 por el venezolano Dario Villasmil.
Durante los meses de noviembre, diciembre, febrero el club disputa sus primeros partidos de carácter amistoso en el POLIDEPORTIVO DE LA ELIPA. También llegan así los primeros refuerzos por lo que la plantilla gana en calidad. Durante el resto del año el club disputó otros torneos con el propósito de preparar a la plantilla y de dar a conocer a la entidad.
El debut en competiciones oficiales se produjo en 2009. En este año la directiva se fortalece y crece dado que el día 7 de marzo iniciamos el largo y duro camino de la LIGA Y COPA DE LA FEDERACIÓN MADRILEÑA DE BÉISBOL, hasta el mes de septiembre de 2009.  En su primer torneo oficial,  en la cual se enfrentan con gallardía y pundonor con equipos instalados desde hace años. Logran ganar por knockout a varios rivales , afrontando las bajas por lesiones de varios jugadores con la misión de dar el todo por el todo en cada encuentro.

## Categorías
En la actualidad cuenta equipos en la categoría de senior de béisbol y sófbol.

## Uniforme
Uniformes:
- Como local
  - Camiseta blanca, pantalón blanco, sudadera verde, medias verdes y gorra negra.
- Como visitante
  - Camiseta blanca, pantalón blanco, sudadera verde, medias verdes y gorra negra.